# Brian Drummond
Brian Drummond (født 10. august 1969) er en canadisk skuespiller og komiker med bopæl i USA. Hans primære virke er at lægge stemme til figurer i animationsfilm, videospil m.v.